# 巴拉德縣 (肯塔基州)
巴拉德县（英語：Ballard County）是美國肯塔基州西部的一個縣，西南隔密西西比河與密蘇里州相望，北、西北隔俄亥俄河與伊利諾伊州相望。面積709平方公里。根据美國2000年人口普查，共有人口8,286人。縣治威克利夫（Wickfliffe）。
成立於1842年2月15日。縣名紀念1812年戰爭時期軍官布蘭德·威廉斯·巴拉德（Bland Williams Ballard）。